# Флаг Сербии
Флаг Сербии (серб. Застава Србије / Zastava Srbije) — один из государственных символов Сербии, представляющий собой прямоугольное полотнище, состоящее из трёх горизонтальных равновеликих полос: верхней — красной, средней — синей, и нижней — белой. На расстоянии трети длины флага от древкового края расположено изображение малого герба Сербии.
Для общественного употребления разрешён также вариант без герба, являющийся также официальным флагом Республики Сербской в составе Боснии и Герцеговины.

## История флага
Первое упоминание о флаге сербских земель восходит к 1281 году: флаг в ризнице Стефана Владислава в летописях Дубровницкой республики упоминается как «флаг цветов красного и голубого» (лат. vexillum unum de zendato rubeo et blavo). Неизвестно досконально, как располагались цвета, однако в сербских летописях утверждается, что это было полотнище с горизонтальными красной и синей полосами. В XIX веке появились первые красно-сине-белые флаги, которые стали основой для последующих государственных флагов Сербии. Президент Сербии в 2008—2012 годах Борис Тадич в интервью российским СМИ говорил, что по народному преданию, сербы взяли за основу флаг России, оказывавшей помощь сербскому национальному движению в борьбе против Турции, затем повернули флаг на 180 градусов и провозгласили своим национальным.
За время существования Югославии и смены режимов национальные цвета Сербии не менялись. 17 августа 2004 года сербский парламент принял закон о новых государственных символах Сербии. 8 июня 2006 года флаг Сербии заменил флаг Сербии и Черногории перед зданием ООН.

## Панславянские цвета
В 1848 году участники Славянского съезда в Праге приняли решение, что они возьмут за основу для флагов своих освободительных движений цвета российского бело-сине-красного флага. С использованием сочетания этих трёх цветов были созданы флаги целого ряда славянских государств и народов — словаков (с 1848 года; позднее, в 1938—1945 годах и с 1990 года — Словакии), Словении, Хорватии, Сербии, Черногории (до 2004 года), бывшей Югославии, Болгарии (с заменой синего цвета на зелёный), лужицких сербов и русинов. С учётом российского флага был также разработан флаг Чехословакии (ныне флаг Чехии).
- Государственный флаг Сербии
- Гражданский флаг Сербии
- Флаг Республики Сербской
- Флаг автономной Словакии[англ.] (1938—1939), Словацкой республики (1939—1945), Словацкой республики в составе ЧСФР (1990—1992)
- Флаг Словакии
- Флаг Словении
- Флаг Черногории
(до 2004 года)

В некоторых случаях совпадение цветов флагов с панславянскими не является намеренным и никак не связано с государственным флагом России (как, например, флаг Азании).

## Построение флага
| Цвет          | Красный    | Синий      | Белый       | Жёлтый для герба |
| ------------- | ---------- | ---------- | ----------- | ---------------- |
| Цвета Pantone | 193C       | 287C       | White       | 116C             |
| Цвета CMYK    | 0-90-70-10 | 100-55-0-0 | 0-0-0-0     | 0-10-95-0        |
| Цвета RGB     | 191 10 48  | 0 56 147   | 255 255 255 | 252 209 22       |
| Цвета HTML    | #bf0a30    | #003893    | #fff        | #fcd116          |

## Исторические флаги
| Флаг                    | Год | Описание |
| ----------------------- | --- | --- |
|                         | 1233—1243 | Флаг Стефана Владислава Первого |
|                         | 1346—1371 | Флаг Сербского царства |
|                         | 1346—1371 | Флаг Сербского царства, второй (предполагаемый) вариант                                                                                                   |
|                         | 13.02.1804 — 7.10.1813                                                                                              | Флаг Сербии во время первого сербского восстания |
|                         | около 1807 года | Другой вариант |
|                         | 1835 год | Государственный флаг Княжества Сербия по конституции 1835 года                                                                                            |
|                         | 1835 год | Второй вариант |
|                         | 1835 год | Третий вариант |
|                         | 27.04.1835 — 01.12.1882                                                                                             | Государственный флаг Княжества Сербия |
|                         | 1838—1839 | Военный флаг Княжества Сербия |
|                         | июнь 1869—1872 | Гражданский и торговый флаг Сербии |
|                         | 22.02.1882 — 01.12.1918                                                                                             | Государственный флаг Королевства Сербия |
|                         | 01.12.1918 — 17.04.1941                                                                                             | Гражданский флаг Государства Словенцев, Хорватов и Сербов (с 24.08.1920 — Королевство Сербов, Хорватов и Словенцев; с 06.01.1929 — Королевство Югославия) |
|                         | 01.12.1918 — 24.08.1920                                                                                             | Государственный флаг Государства Словенцев, Хорватов и Сербов                                                                                             |
|                         | 24.08.1920 — 17.04.1941                                                                                             | Государственный флаг Королевства Сербов, Хорватов и Словенцев (с 06.01.1929 — Королевство Югославия)                                                      |
|                         | 17.04.1941 — 20.10.1944                                                                                             | Флаг Сербии во время немецкой оккупации |
|                         | 04.12.1943 — 02.12.1945                                                                                             | Флаг Демократической Федеративной Югославии (де-юре) |
|                         | 04.12.1943 — 02.12.1945                                                                                             | Флаг Демократической Федеративной Югославии (де-факто) |
| 02.12.1945 — 27.04.1992 | Флаг Федеративной Народной Республики Югославия (с 07.07.1963 — Социалистическая Федеративная Республика Югославия) | |
|                         | 17.01.1947 — 27.04.1992                                                                                             | Флаг Народной Республики Сербия (с 07.07.1963 — Социалистическая Республика Сербия) в составе ФНРЮ (с 07.07.1963 — СФРЮ)                                  |
|                         | 27.04.1992 — 05.06.2006                                                                                             | Флаг Союзной Республики Югославия (с 04.02.2003 — Государственный Союз Сербии и Черногории)                                                               |
|                         | 27.04.1992 — 17.08.2004                                                                                             | Флаг Республики Сербия в составе СРЮ (с 04.02.2003 — ГССЧ)                                                                                                |
|                         | 17.08.2004 — 11.11.2010                                                                                             | Флаг Республики Сербия |

## Другие флаги
- Флаг Сербской речной флотилии
- Национальный флаг (используется националистами наряду с государственным флагом Сербии)
- Национальный флаг (второй вариант)
- Национальный флаг (третий вариант)

## Штандарты
- Штандарт президента Сербии
- Штандарт председателя народной скупщины Республики Сербия
- Штандарт короля Александра I